# Degerverkfladan
Degerverkfladan är en sjö i kommunen Korsholm i landskapet Österbotten i Finland. Sjön ligger 3,5 meter över havet. Arean är 31 hektar och strandlinjen är 5,16 kilometer lång. Sjön  ingår i södra delen av Norra Kvarken.   Den ligger omkring 24 kilometer nordväst om Vasa och omkring 390 kilometer nordväst om Helsingfors. 
Degerverkfladan ligger väster om Sandfladan.